# Asians
Los Asians, fueron una de las tribus indoeuropeas mencionadas en los relatos romanos y griegos como responsables de la caída del estado de Bactria  hacia el 140 a. C.. Estas tribus por lo general son identificadas como pueblos "escitas", "sakas" o tocarios.